# بات غافين
بات غافين (بالإنجليزية: Pat Gavin)‏ (5 يونيو 1967 بهامرسميث في المملكة المتحدة - ) هو لاعب كرة قدم بريطاني في مركز الهجوم. لعب مع ليستر سيتي ونادي بيتربورو يونايتد ونادي غيلينغهام ونادي فارنبوروه ونادي نورثامبتون تاون وويغان أتلتيك وHanwell Town F.C. ‏.

## وصلات خارجية
- بات غافين على موقع قاعدة بيانات كرة القدم.إي يو (الإنجليزية)
- بات غافين على موقع Soccerbase.com (لاعب) (الإنجليزية)